# ملیس کارلیه
ملیس کارلیه (سوئدی: Meliz Karlge؛ زادهٔ ۲۳ دسامبر ۱۹۷۳) بازیگر اهل سوئد است.
از فیلم‌ها یا برنامه‌های تلویزیونی که وی در آن نقش داشته است می‌توان حادثه قریب‌الوقوع اشاره کرد.